# Škoda 14Tr
 Skoda 14 Tr е тролейбус, произвеждан от фирмата Шкода в завода Skoda Ostrov. Този модел тролейбус се е произвеждал от 1981 до 2004 година. Прототипи от модела са произведени през 1972 и 1974 година. Разработката на модела е започната още през 1970 година.

## История
Производството на модела Skoda 14 Tr е започнато през 1980 година след провалена реализация на модела Skoda Т11 и нереализирания проект Skoda 13 Tr.
Първият прототип на тролейбуса е произведен през 1972 година, а през 1974 година е продаден в град Марианске Лазне и е бракуван през 1981 година.
Вторият прототип на тролейбуса Skoda 14 Tr е произведен през 1974 година. Той също е бил продаден, през 1974 година, в град Марианске Лазне и е бил бракуван през 1984 година.
През 1988 година е бил произведен и прототип на тролейбуса, който е захранван с напрежение от 750 W. Този тролейбус се е експлоатирал в град Банска Бистрица.
Първият серийно произведен тролейбус Skoda 14 Tr-модел Skoda 14 Tr01 е имал проблеми с якостта на каросерията и затова се е наложило подсилване на каросерията, което налага поставянето на дебели колони между вратите.
През 1999 година започва производството на обновения модел – Skoda 14 TrM. В същата година започва производството на тролейбуси за износ. Това са моделите Skoda 14 TrSF (произведен за американския град Сан Франциско) и Skoda 14 Tr – за износ в други страни.
Производството на резервни части за Skoda 14 Tr е преустановено през 2002 година, а през 2004 е спряно производството на тролейбуса.
За България са произведени 102 тролейбуса от модела 14tTr06 през 1985 и 1986 година. Първоначално са доставени в градовете: София-20 броя, Пловдив-24 броя, Варна-30 броя и Сливен-28 броя. През месец април 1986 г. се провеждат тестове на новостроящата се тролейбусна мрежа в Казанлък. На проби там за кратко са командировани пет сливенски и една пловдивска шкоди 14тр. През 1987 година софийските Шкоди 14тр са разпределени в Стара Загора и Сливен. Впоследствие през 90-те години се внасят още тролейбуси Шкода 14тр втора употреба от Чехия и Словакия. Това се случва през 1993 година в Пловдив- 3 броя от словашкия град Прешов, две от тях са от прототипния модел Шкода 14тр0 и бяха последните останали в движение в света, а третата е Шкода 14тр01. Следващият внос на 14тр втора употреба е през 1994 година за тролейбусната система на Пазарджик. Тогава са внесени 6 броя 14тр01 от Злин. През 1999 Варна закупува 3 тролейбуса Шкода 14тр от чешкия град Храдец Кралове -2 броя 14тр07 и един 14тр05.Последните доставки на тролейбуси от този модел са през 2008 година, когато Хасково закупува 2 рециклирани Шкоди 14тр от Сегед, а Русе- 2 броя 14трМ от Пилзен. Към настощия момент тролейбуси от този модел се експлоатират само в Сливен (използват се за резерва) и Хасково. В София се съхранява  екземпляр за бъдещ музеен експонат.

## Реконструкция и модернизация
Била е извършена реконструкция и модернизация на тролейбуса. Тя включвала пълен ремонт на каросерията замяна на електрооборудването. Също така се е извършила и модернизация на салона на тролейбуса. Тролейбусите преминали през модернизация са с името Skoda 14 TrR.

## Характеристика
Тролейбусът Skoda 14 Tr е двуосен тролейбус. Каросерията се състои от заварени един за друг стоманени профили. Част от прозорците на тролейбуса имат звукоизолационно покритие. Тролеят разполага с три двукрилни врати. Облицовката на салона е от пластмаса. Седалките се покрити с изкуствена кожа.

## Галерия
- Škoda 14Tr във Вилнюс
- Škoda 14Tr кабина
- Škoda 14Tr салон
- Škoda 14Tr салон
- Škoda 14Tr в Талин
- Škoda 14TrM
- Škoda 14Tr в Братислава
- Škoda 14Tr в музей в град Бърно